# 溴化鋇
溴化鋇是一種鋇的化合物，是一種溴化鹽類，分子式為BaBr2，通常外觀為白色固體。性質類似氯化鋇，它溶解在水中，是有毒的水溶液。

## 性質
溴化鋇晶體結構為氯化鉛結構，為白色斜方晶體，容易潮解在水溶液BaBr2表現為一個簡單的鹽。
溴化鋇與硫酸根離子發生反應，從產生硫酸鋇沉澱。
BaBr2(aq)  +  SO42-  →  BaSO4(s)  +  2 Br-(aq)
發生的反應類似草酸、氫氟酸和磷酸。

## 制備
溴化鋇可利用硫化鋇或碳酸鋇與氫溴酸反應生成水合溴化鋇。這發生在很短的時間
BaS  +  HBr  →  BaBr2  +  H2S
BaCO3  +  HBr  →  BaBr2  +  CO2 + H2O
溴化鋇可以從溶液中結晶出二水溴化鋇:BaBr2·2H2O，加熱到120°C後變成無水溴化鋇

## 用途
溴化鋇和其他溴化物有時用在攝影。
歷史上，溴化鋇是由瑪麗·居禮用來純化鐳過程中分離結晶。由於鐳沉澱優先於溴化鋇，在溶液中沉澱物鐳的比例會高於鋇的比例。